# Jump (film 1999)
Jump è un film del 1999 diretto da Justin McCarthy.

## Trama
Un uomo tenta di suicidarsi gettandosi dal tetto di un edificio. I suoi amici arrivano per convincerlo a non farlo.